# Іванов Георгій Володимирович
Іванов Георгій Володимирович (рос. Георгий Владимирович Иванов; нар. 29 жовтня 1894, маєток Пукі Сядської волості, Тельшяйський повіт, Ковенська губернія — пом. 26 серпня 1958, Єр, департамент Вар) — російський поет, прозаїк, перекладач

## Життєпис
Народився 29 жовтня (10 листопада за н.с.) 1894 року в Ковенській губернії в небагатій дворянській сім'ї з військовими традиціями. Дитячі роки пройшли в маєтку Студенка, на кордоні з Польщею. Початкову освіту здобув удома, потім навчався у Другому кадетському корпусі. Тут почав писати вірші. У 1910 закінчує кадетський корпус, починає друкуватися в різних виданнях: в журналах «Аполлон», «Сучасник» та ін.
У 1912 Іванов набирає акмеїстичний «Цех поетів», бере участь у всіх зборах, гуртках, виданнях, виступає як літературний критик акмеїстичного напрямку. У 1912 виходить його перша книга віршів — «Відплиття на острів Цітеру». Відчуває вплив М. Кузміна. Потім послідували збірки віршів: «Світлиця» (1914), «Пам'ятник слави» (1915), «Верес» (1916), «Сади» (1921), «Лампада» (1922).
Восени 1922 року Іванов виїжджає за кордон у відрядження для складання репертуару державних театрів. Проте вже не повертається до СРСР, залишившись в Берліні разом зі своєю дружиною, поетесою І. Одоєвцевою. У 1923 році вони поселяються в Парижі.
Кілька років Геогрій не пише віршів, проходить «період осмислення і накопичення музики». У 1927 бере участь у товаристві «Зелена лампа», що склалося навколо Мережковського, який був його беззмінним головою. Друкується в різних емігрантських виданнях — «Новий дім», «Числа», «Коло» та ін. У 1930 році публікує збірник віршів «Троянди», в якому звучить новий голос поета — ліричний, простий.
У роки еміграції виступає і як прозаїк: мемуари «Петербурзькі зими» (1928, Париж), «Третій Рим» (1929, незакінчений роман). В 1938 — лірична проза «Розпад атома» (1938, Париж). У 1949–1950 — серія критичних статей.
У 1943–1946 роках живе в Біарріці в бідності, майже в злиднях. У 1953 поселяється в будинку для людей похилого віку, що на півдні Франції. Там і помирає.

## Особисте життя
Був геєм або бісексуалом.

## Пам'ять
До сторіччя з дня народження в 1995 році в Москві вийшов збірник «Дзеркальне дно», куди увійшли доемігрантські вірші і лірика 1922–1958 років.